# Fresno del Río (Campoo de Enmedio)

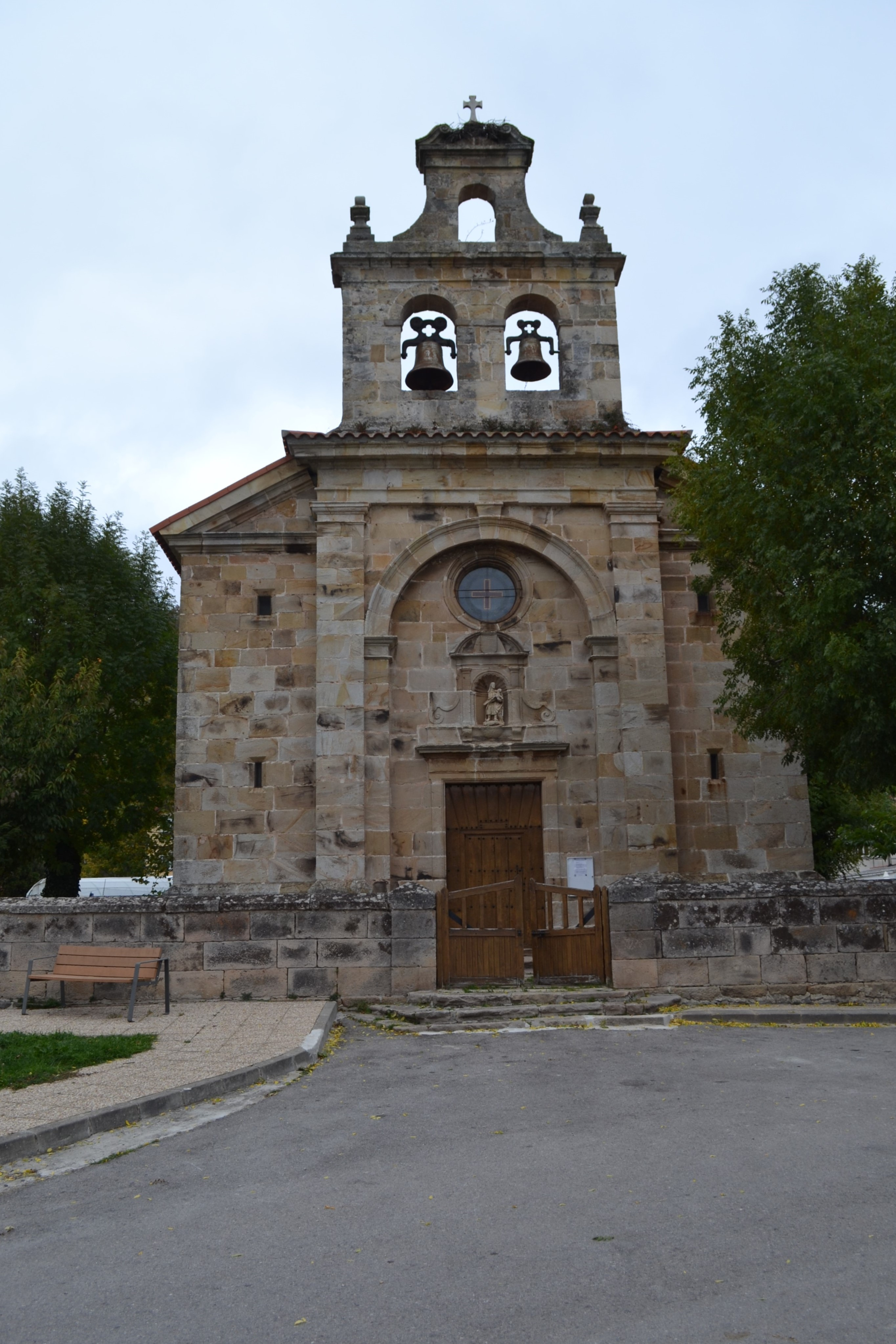
Iglesia parroquial de Fresno del Río, con advocación a San José

Fresno del Río es una localidad del municipio cántabro de Campoo de Enmedio (España). Cuenta con una población de 173 habitantes, a uno de enero del año 2024, según el INE. Se encuentra a una altitud de 907 m s. n. m. Dista 5,5 kilómetros de la capital municipal, Matamorosa.
Fresno del Río, fue cabeza del actual Arciprestazgo de Reinosa, desde al menos el año 1265, hasta mediados del siglo XVIII. De su patrimonio religioso, destaca la ermita de Santa Ana, de los siglos XII-XIII y la iglesia de San José, del año 1785. Aquí se han descubierto túmulos prehistóricos. Hay una escuela de escalada llamada «La Milana».
En la parte más oriental de su término, lindando con terrenos de Cañeda, nace el río Besaya.
- Datos: Q5869526
- Multimedia: Fresno del Río (Campoo de Enmedio) / Q5869526